# باشگاه فوتبال مکابی حیفا
باشگاه فوتبال مکابی حیفا (به عبری: מועדון הכדורגל מכבי חיפה)، یکی از باشگاه‌های فوتبال اسرائیل است که در شهر حیفا قرار دارد. این باشگاه در سال ۱۹۱۳ تأسیس شد.بازی های خانگی مکابی حیفا در ورزشگاه سامی آفر برگزار می شود. این ورزشگاه که با تیم  هاپوئل حیفا مشترک است، با ظرفیت 30858 نفر، دومین ورزشگاه بزرگ در فوتبال اسرائیل است.
مکابی در مجموع تاکنون ۱۹ جام قهرمانی را فتح کرده‌است و به عنوان یکی از موفق‌ترین باشگاه‌های اسرائیل شناخته می‌شود. همچنین مکابی اولین تیمی از اسرائیل است که در مرحله گروهی لیگ قهرمانان اروپا حضور یافت.

## تاریخچه
- سال های اول

باشگاه فوتبال ماکابی حیفا در سال 1913 در شهر بندری حیفا در معتصرفات اورشلیم (اسرائیل کنونی) تأسیس شد. از آنجایی که اتحادیه فوتبال محلی تا ژوئیه 1928 در فلسطین تحت قیمومیت تأسیس نشده بود، هیچ رقابت رسمی در طول فصل وجود نداشت و باشگاه فقط بازی های دوستانه انجام می داد.
پس از مدتی عدم فعالیت، باشگاه در فوریه 1923 دوباره سازماندهی شد.[3] این باشگاه در طول فصل چندین بازی انجام داد، از جمله شرکت در مسابقات جام حذفی که "جام عبری" نام داشت. با توجه به مسافتی که داشت، باشگاه در فینال خداحافظی کرد، [4] که آن را 0–2 به ماکابی نس تزیونا باخت.
این باشگاه تحت الشعاع رقیب شهری خود هاپوئل حیفا قرار گرفت، اما حتی در سال های اول خود یک سبک بازی بسیار ماجراجویانه و تهاجمی مبتنی بر تکنیک و پاس های کوتاه را اتخاذ کرد.
در سال 1942، این باشگاه به فینال جام دولتی اسرائیل رسید، اما در فینال با نتیجه 12-1 توسط بیتر تل آویو شکست خورد.
مکابی هیفا یک باشگاه کوچک و پرتلاش باقی ماند که بیشتر زمان خود را صرف جابه‌جایی بین لیگ لئومیت و لیگ‌های پایین‌تر می‌کرد.
در سال 1962، این تیم در فینال جام دولتی، مکابی تل آویو را 5–2 شکست داد و اولین عنوان باشگاه را به دست آورد. در سال 1963 دوباره به فینال رسید، اما در اولین دربی حیفا در فینال جام دولتی با نتیجه 1–0 به هاپوئل حیفا باخت.
- دهه 1980

در دهه 1980، ماکابی هیفا سرانجام وارد باشگاه "قهرمانان اسرائیل" شد و سه بار عنوان قهرمانی را به دست آورد (در فصل های 1983–84، 1984–85 و 1988–89).
در فصل 1983–1984، ماکابی حیفا اولین قهرمانی تاریخ خود را با مربیگری شلومو شرف و مدیر عامل یوچانان ولاخ، با غلبه بر بیتار اورشلیم و هاپوئل تل آویو به دست آورد. یروکیم (سبزها) به خاطر سبک فوتبالی «همه‌جانبه حمله» و تکنیک‌های زرق و برق‌آمیزشان معروف بودند، که اغلب منجر به ساختار دفاعی بد و باخت‌های ناشی از آن می‌شد.
تیم شرف با 4 مهاجم بازی کرد که شامل: موشه سلکتور، زاهی آرملی و رونی روزنتال بودند که در نقطه و هافبک قرار گرفتند و توانستند دفاع خود را حول دروازه بان افسانه ای آوی ران بسازند.
یک سال بعد، مکابی حیفا در یک نمایش قاطع موفق به کسب دومین قهرمانی شد. در سال 1986، ماکابی هیفا در دیدار نهایی جنجالی مقابل هاپوئل تل آویو، نایب قهرمان این رقابت‌ها، قهرمانی را از دست داد. تک گلی که در آن بازی توسط گیلی لاندو به ثمر رسید، گفته می شد از موقعیت آفساید غیرفعال به ثمر می رسید که طبق قوانین آن زمان باید منجر به محرومیت گل و تساوی بدون گل می شد و قهرمانی ماکابی هیفا را تضمین می کرد. به دلیل پوشش ضعیف تلویزیون، این مشکل هرگز حل نشده است.
در سال 1988، ماکابی هیفا با نتیجه 10–0 مکابی تل آویو را شکست داد تا بزرگترین برد تاریخ خود را کسب کند. آن بازی که یکی از معروف‌ترین بازی‌های تاریخ فوتبال اسرائیل بود، حتی از تلویزیون پخش نشد. علاوه بر این، احتمالاً این آغاز رقابت شدید بین دو باشگاه بود. در سال 1989، با دستان توانمند آمازیا لوکوویچ، این باشگاه یک قهرمانی دیگر را به دست آورد.
- دهه 1990

در دهه 1990 ماکابی هیفا خود را به عنوان یک باشگاه مسلط در اسرائیل تثبیت کرد. با قهرمانی در دو لیگ و جام حذفی در فصل 1-1990 آغاز شد و با معرفی سه بازیکن جوان با استعداد ادامه یافت: ایال برکوویچ، رئوون آتار و تال بنین.
در سال 1992، مکابی هیفا توسط یااکوف شاهار خریداری شد که مالک و رئیس باشگاه شد. تحت مدیریت شاهار، ماکابی هیفا از ثبات مالی و مقررات کاری حرفه ای همتراز با استانداردهای باشگاه های فوتبال اروپایی برخوردار بود. فصل برجسته ماکابی هیفا 94–1993 بود. پس از فتح جام 1993، ماکابی هیفا عملکرد خیره کننده ای در جام برندگان جام یوفا (CWC) ارائه داد و تورپدو مسکو را 3–1 و پارما را 1–0 در مرحله یک هشتم نهایی شکست داد و در ضربات پنالتی شکست خورد. در طول فصل در لیگ داخلی (که در آن زمان لیگا لئومیت نامیده می شد)، این تیم اولین و تنها تیم در تاریخ فوتبال اسرائیل شد که در کل فصل بدون شکست باقی ماند و در مجموع 48 بازی شکست ناپذیری را پشت سر گذاشت و بدین ترتیب قهرمانی تماشایی را به دست آورد و شکست خورد. بسیاری از رکوردهای اسرائیل تیم مکابی حیفا 1993–1994 شامل ایال برکوویچ، روون آتار، آلون میزراهی و سرهی کانداوروف بود و یکی از بهترین تیم‌های تاریخ فوتبال اسرائیل به حساب می‌آید.
در سال 1995، مکابی حیفا یک دوره هفت ساله را بدون کسب عنوان قهرمانی لیگ آغاز کرد و بیشتر ستاره محبوب فوتبالش به اروپا فروخته شد. در سال 1996، ایال برکوویچ و هایم ریویو، دومی که فصل قبل به تیم ملحق شده بود، هر دو حیفا را به مقصد باشگاه های اروپایی ترک کردند. در حالی که این دو در آنجا موفقیت شخصی زیادی کسب کردند، مکابی حیفا دچار رکود شد. استانداردهای این تیم برای حفظ خدمات سرمربی برای چندین فصل به دلیل اینکه تیم در طول 4 سال از چندین مدیر عبور کرد، پرتاب شد. در نتیجه، این تیم علیرغم کسب جام حذفی در سال 1998، موفق به کسب عنوان قهرمانی کشور نشد.
در سال 1999، با هدایت دوشان اوهرین، سرمربی چک، مکابی هیفا غول فرانسوی پاری سن ژرمن و باشگاه اتریشی اس وی راید را شکست داد و به یک چهارم نهایی جام برندگان جام رسید. در اواسط فصل، الون میزراهی، مهاجم عالی هیفا راهی باشگاه نیس فرانسه شد که نتیجه آن شکست در یک چهارم نهایی CWC و افت عملکرد باشگاه در لیگ بود. رکورد قهرمانی باشگاه تا زمان آمدن اورام گرانت به تزلزل ادامه داد.
- 2000 به بعد

آورام گرانت ، سرمربی سابق مکابی تل آویو در سال 2000 به عنوان مدیر مکابی حیفا منصوب شد. تحت هدایت گرانت، تیم سبک تهاجمی غالب خود را بازیافت. گرانت، همراه با یک تیم بسیار بهبود یافته، باشگاه را با تیمی تقریبا غیرقابل توقف هدایت کرد و قهرمانی را به دست آورد. در مرکز توجه مجموعه‌ای از نمایش‌های جذاب یوسی بنایون بود، از جمله گل‌هایی که برخی آن را بهترین گل‌های تاریخ لیگ اسرائیل می‌دانند. هجوم خود به خودی از طرفداران شاد در زمین باعث فاجعه ای غم انگیز شد. یک هوادار جوان به نام امیر رند در مقابل ریل های نگهبانی له شد و به کما رفت.
یک سال بعد، گرانت با تکیه بر یک دفاع کهنه کار اسرائیلی: آلون هرازی، آریک بنادو و آدورام کیسه، و سه فوتبالیست خارجی: جووانی روسو (کرواسی)، رایمونداس ژوتاتاس (لیتوانی) و مهاجم جوان نیجریه ای، دومین قهرمانی را به دست آورد. یاکوبو پس از قهرمانی دوم، آوراهام گرانت حیفا را به مقصد تیم ملی اسرائیل ترک کرد و ایتزاک شوم، سرمربی زیر 21 سال اسرائیل جایگزین او شد.
در سال 2002، حیفا با تبدیل شدن به اولین تیم اسرائیلی که به مرحله گروهی لیگ قهرمانان اروپا راه یافت، تاریخ باشگاه اسرائیل را ثبت کرد. این تیم در مرحله گروهی المپیاکوس و منچستریونایتد را شکست داد. هیفا در مجموع 7 امتیاز با 12 گل به ثمر رساند و در رده سوم قرار گرفت و جواز حضور در جام یوفا را تضمین کرد.
در فصل 2003–2004 ماکابی هیفا، به رهبری رونی لوی، فوتبالیست سابق ماکابی هایفا، قهرمانی را عمدتاً به دلیل نمایش ضعیف سایر تیم های لیگ به دست آورد. باشگاه جوانان مکابی حیفا (سن 16 تا 18 سال) قهرمانی داخلی را به دست آورد و یک تیم ملی بچه های اسرائیل متشکل از بازیکنان مکابی حیفا قهرمان جام جهانی کودکان 12 ساله فاکس شد.
تاریخ در طول فصل 06-2005 ساخته شد. پس از ماه ها بلاتکلیفی در مورد قرارداد رونی لوی، این قرارداد تمدید شد و لوی باشگاه را به 11 پیروزی متوالی در 11 بازی اول فصل لیگ برتر اسرائیل رساند. این همچنین کلید قهرمانی مکابی حیفا پس از کسب برتری قوی در لیگ بود. در حالی که باشگاه از موفقیت های داخلی زیادی برخوردار بود، در بازی های اروپایی چندان خوش شانس نبود. اگرچه هیفا یک تیم پیشرو برای دور دوم مقدماتی لیگ قهرمانان اروپا بود، اما تیم قدرتمند سوئدی، مالمو اف‌اف را به تساوی کشید. هیفا در سوئد 3-2 شکست خورد و در خانه 2-2 مساوی کرد.
در فصل 07–2006، این باشگاه مقابل لیورپول بازی کرد. در اولین بازی از دور سوم مسابقات مقدماتی که در انگلیس برگزار شد، گوستاوو بوکلی از هیفا در دقیقه 29 گلزنی کرد، برتری که تنها 4 دقیقه به طول انجامید. کریگ بلامی نتیجه را مساوی کرد و در مقابل 40000 هوادار محلی، هیفا شجاعانه تا دقیقه 88 ایستاد که مارک گونزالس گل برتری میزبان را به ثمر رساند. به دلیل وضعیت امنیتی اسرائیل، بازی برگشت نه در رامات گان بلکه در کیف اوکراین در ورزشگاه والری لوبانوفسکی با 1700 تماشاگر برگزار شد. این بازی با تساوی 1-1 به پایان رسید. بیست دقیقه پایانی بازی برای شاگردان رافا بنیتز استرس زا بود. پس از برتری پیتر کراوچ (54) و یک گل خارج از خانه، روبرتو کولاوتی (63) به تساوی رسید و از اینجا به بعد حرکت به سمت تیرک دروازه میزبان یک طرفه شد. نتیجه تساوی باعث شد هیفا در جام یوفا شرکت کند.
در بازی برگشت در بلغارستان مقابل لیتکس لووچ، هیفا خوب بازی کرد: خاویر دیرسو از راه دور یک گل چشمگیر به ثمر رساند، آلن مسعودی و روبرتو کولاوتی یک گل افتخاری برای الژنداریو ساندرینیو گذاشتند. هیفا در مرحله گروهی با حریفان قدرتمندی روبرو شد: رنجرز اسکاتلند، پارتیزان بلگراد صربستان، اوسر فرانسه و لیورنو تیم سری آ ایتالیا. در دقیقه 88 اسکاتلندی ها از روی یک ضربه پنالتی دیگر توسط مدافع هیفا موفق شدند امتیاز را دو برابر کنند. این بار چارلی آدام گلزنی کرد و پیروزی را قطعی کرد. هیفا به خانه بازگشت و میزبان پارتیزان بلگراد بود.گل زودهنگام اندرسون خاویر، هافبک برزیلی، هیفا را با شش امتیاز در جایگاهی عالی قرار داد. هیفا در بازی خارج از خانه ایتالیا مقابل لیورنو به یک امتیاز نیاز داشت تا این کار را با موفقیت انجام دهد. در این مرحله هیفا برابر زسکا مسکو مساوی شد. این بازی به دلیل آب و هوای شدید مسکو به ورزشگاه اسپارتاک ولادیکاوکاز منتقل شد. 30000 هوادار روس در ورزشگاه حضور داشتند. تورپدو 1–0 حیفا را شکست داد و لوکوموتیو آن را 3–0 شکست داد. باز هم هیفا گلی در خارج از خانه به ثمر نرساند، اما نتیجه (0–0) نشان داد که هیفا ممکن است از برتری خانگی خود در بازی برگشت استفاده کند.
در فصل 08–2007، ماکابی هیفا در رده پنجم لیگ قرار گرفت و در مرحله یک شانزدهم نهایی جام دولتی حذف شد. رونی لوی اعلام کرد که می رود. هیفا پس از پیروزی 2-0 مقابل بنی سخنین، قهرمان جام توتو شد.
هیفا فصل 09-2008 را با امید به ماندن در یک تیم برتر افتتاح کرد. در پایان فصل، مربی الیشا لوی اولین عنوان شخصی خود را به دست آورد و هیفا با کسب شش عنوان قهرمانی در یک دهه، تاریخ فوتبال اسرائیل را ثبت کرد.
ماکابی هیفا برای فصل 10–2009 به لیگ قهرمانان بازگشت. پیروزی 3-0 مقابل اف سی ردبول سالزبورگ دومین برد خود را در طول هفت سال با گل های دوالیشویلی، گولاسا و غدیر تضمین کرد. هیفا وارد مرحله گروهی لیگ قهرمانان اروپا در فصل 2009–10 در گروه A شد و با بایرن مونیخ، یوونتوس و بوردو رقابت کرد. هیفا با 6 باخت، 8 گل خورده و بدون گل این رقابت ها را به پایان رساند. این باشگاه پس از آن در آخرین روز فصل عنوان قهرمانی را به هاپوئل تل آویو از دست داد.
در فصل 2010–2011 لیگ برتر اسرائیل، ماکابی حیفا عنوان قهرمانی اسرائیل را به دست آورد، اما با باخت به رقیب هاپوئل تل آویو در فینال جام دولتی، شانس کسب دوبل را از دست داد.
فصل 12–2011 فصل ناامیدکننده ای بود. این تیم پس از کسب عنوان قهرمانی لیگ در فصل قبل، فصل را با مسابقات مقدماتی لیگ قهرمانان اروپا آغاز کرد، اما پس از شکست در پنالتی به باشگاه بلژیکی Genk، حذف شد. در داخل کشور، این یک ناامیدی دیگر بود. مکابی حیفا برای رسیدن به جایگاه فوتبال اروپا تلاش کرد و تساوی در دور آخر کافی نبود، زیرا ماکابی هیفا در جایگاه ناامیدکننده پنجم قرار گرفت. شکست دیگر در جام دولتی بود زیرا این تیم در فینال به رقیب هاپوئل تل آویو با یک گل بحث برانگیز دقیقه 93 شکست خورد. فصل ناامید کننده باعث شد که مالک یااکوف شار، بازیکن سابق و نماد باشگاه، روون آتار را به جای الیشا لوی، که پس از کسب 2 عنوان قهرمانی در 4 سال با باشگاه، باشگاه را ترک کرد، به عنوان مدیر فصل آینده منصوب کند.
با کناره‌گیری روون آتار، هیفا فصل را با 1 برد، 4 تساوی و 4 باخت آغاز کرد و در رده آخر قرار گرفت، بدترین شروع تاریخ باشگاه. پس از پایان دور نهم، آتار برکنار شد و آریک بنادو، مربی تیم جوانان و کاپیتان سابق تیم جایگزین او شد. هیفا با هدایت بنادو به صدر جدول بازگشت و عملکرد خوبی در طول فصل از خود به نمایش گذاشت. هیفا با مکابی تل آویو مبارزه کرد اما دوم شد.
در 25 ژوئیه 2013، ماکابی حیفا در مرحله دوم مقدماتی لیگ اروپا، خزر لنکران را 8–0 شکست داد. به این ترتیب رکورد جدیدی برای بزرگترین برد یک باشگاه اسرائیلی در رقابت های اروپایی به ثبت رساند.
در 24 مه 2016، مکابی حیفا در فینال جام دولتی اسرائیل، مکابی تل آویو را 1–0 شکست داد و برای اولین بار در 18 سال پیروز شد و بنابراین، پس از 3 سال به مسابقات اروپایی بازگشت.
در شروع فصل 2020/21، ماکابی هیفا با شکست کایرات آلماتی و اف سی روستوف در مرحله مقدماتی به مرحله پلی آف لیگ اروپا راه یافت. در مرحله پلی آف، این تیم با نتیجه 2–7 مغلوب تاتنهام هاتسپر شد که بزرگترین شکست تاریخ خود در این مسابقات بود و حذف شد. در 30 می 2021، پس از 10 سال سخت طولانی و پر از ناامیدی برای باشگاه و هوادارانش، ماکابی هیفا قهرمان لیگ برتر اسرائیل شد، سیزدهمین قهرمانی در مجموع آن، با شکست 3-2 هاپوئل بیر شوا در بازی پایانی. بازیکنان هیفا، جاش کوهن، نتا لاوی و دولف هزیزا عناوین MVP لیگ را به دست آوردند که توسط 3 سازمان بزرگ فوتبال اسرائیل اعطا شد. جاش کوهن به عنوان بهترین فوتبالیست سال انتخاب شد و باراک باخار، مربی این تیم، بدون ابهام عنوان "مربی سال" را از آن خود کرد.
در شروع فصل 2021/22، این تیم در دور مقدماتی لیگ قهرمانان اروپا توسط کایرات حذف شد. دو هفته بعد، این تیم پس از پیروزی 2-0 مقابل ماکابی تل آویو، برنده جام دولتی، قهرمان سوپر جام 2021 اسرائیل شد. این تیم علیرغم حذف زودهنگام از مسابقات مقدماتی لیگ قهرمانان اروپا، وارد مرحله مقدماتی لیگ اروپا شد و با شکست نفتچی باکو در مرحله پلی آف به مرحله گروهی راه یافت. این تیم مرحله گروهی لیگ اروپا کنفرانس اروپا را در رده سوم به پایان رساند و به مرحله حذفی صعود نکرد. این باشگاه به قهرمانی جام لیگ ادامه داد و در پایان فصل قهرمانی لیگ برتر اسرائیل در فصل 2021-22 را به دست آورد، دومین عنوان قهرمانی متوالی و چهاردهمین قهرمانی خود در مجموع. عمر آتزیلی به عنوان بهترین گلزن (20 گل) و بهترین پاس گل (10 پاس گل) به پایان رسید و به عنوان بهترین فوتبالیست سال انتخاب شد. این تیم به فینال جام دولتی اسرائیل رسید، اما در ضربات پنالتی مغلوب هاپوئل بئر شبع شد و در سوپرکاپ اسرائیل 2022 دوباره در ضربات پنالتی مغلوب هاپوئل بئر شبع شد.
در آگوست 2022، این باشگاه پس از شکست المپیاکوس و آپولون لیماسول در دور مقدماتی و شکست دادن ستاره سرخ بلگراد در مرحله پلی آف، برای سومین بار در تاریخ خود به مرحله گروهی لیگ قهرمانان اروپا صعود کرد. در مرحله گروهی، این باشگاه در گروه H با غول های اروپایی پاری سن ژرمن، یوونتوس و بنفیکا قرار گرفت. در روز دوم، ماکابی هیفا اولین گل خود را در لیگ قهرمانان اروپا در 20 سال به ثمر رساند، زمانی که تیارون چری گل اول را مقابل پاری سن ژرمن به ثمر رساند، دیداری که با شکست 1–3 به پایان رسید. در روز چهارم، ماکابی هیفا با نتیجه 2–0 یوونتوس را شکست داد. در روز پنجم، این تیم متحمل شکست 7-2 مقابل پاری سن ژرمن شد که بزرگترین شکست خود در تاریخ مسابقات بود و حذف شد. در 15 مه 2023، این تیم پس از پیروزی 1-5 مقابل ماکابی نتانیا، قهرمانی لیگ برتر اسرائیل در فصل 2022-23، سومین عنوان قهرمانی پیاپی و پانزدهمین قهرمانی باشگاه را در مجموع، پس از پیروزی 1-5 مقابل ماکابی نتانیا، به دست آورد و اولین باشگاه اسرائیلی شد که این کار را در فصلی که به مرحله گروهی لیگ قهرمانان اروپا نیز رسید.

## افتخارات

### اروپایی
- لیگ قهرمانان اروپا
  - مرحله گروهی(۳): ۰۳–۲۰۰۲، ۱۰–۲۰۰۹، ۲۳–۲۰۲۲
- لیگ اروپا
  - مرحله یک هشتم نهایی(۱): ۰۷–۲۰۰۶
  - مرحله سوم(۱): ۰۳–۲۰۰۲
  - مرحله گروهی(۳): ۱۲–۲۰۱۱، ۱۴–۲۰۱۳، ۲۴–۲۰۲۳
- لیگ کنفرانس اروپا
  - مرحله یک هشتم نهایی(۱): ۲۴–۲۰۲۳
  - مرحله گروهی(۱): ۲۲–۲۰۲۱